# Raja Zarith Sofia
Raja Zarith Sofiah binti Almarhum Sultan Idris Shah (Batu Gajah, 14 agosto 1959) è la Permaisuri (regina) di Johor, uno degli stati della Malaysia, dal 2010 e Raja Permaisuri Agong della Malaysia dal 2019 al 2024. È nata nella famiglia reale di Perak. Mentre ancora frequentava l'Università di Oxford, ha sposato l'allora erede al trono di Johor. Ora partecipa ai lavori delle organizzazioni non governative e delle università e scrive una rubrica periodica per un giornale.

## Primi anni di vita e formazione
Raja Zarith Sofiah è nata nell'ospedale di Batu Gajah il 14 agosto 1959, terzogenita e seconda figlia del sultano Idris Shah II di Perak e di Raja Mazwin Raja Arif Shah. I suoi genitori erano cugini. Suo cugino era il defunto sultano Azlan Shah di Perak. Il nonno paterno di Azlan, suo nonno paterno e il nonno paterno di sua madre erano tutti figli del sultano Idris Shah I di Perak ma nati da madri diverse.
Ha frequentato la scuola elementare Datin Khadijah e poi la Raja Perempuan Kalsom School di Kuala Kangsar, prima di passare al Cheltenham Ladies College e di portare a termine gli studi secondari. Ha frequentato il Somerville College di Oxford dove ha conseguito un Bachelor of Arts in studi cinesi presso l'Università di Oxford nel 1983 e un Master of Arts nel 1986.

## Attività attuali
Raja Zarith Sofiah è cancelliere dell'Università della Tecnologia di Malesia di Johor Bahru e fa parte della Scuola di studi di lingua e linguistica dell'Università Nazionale di Malesia. Nel 2011, ha pronunciato un discorso nella conferenza internazionale della lingua dell'ateneo. È patrona reale della Oxford University Malaysia Club.
Raja Zarith è una forte sostenitrice del miglioramento dell'uso della lingua inglese in Malesia. Oltre al malese e all'inglese, parla cinese mandarino, italiano e francese.
È autrice di diversi libri per bambini (anche illustratore), tra cui Puteri Gunung Ledang e scrive per il The Star la colonna "Mind Matters" (in precedenza anche sul giornale New Straits Times).
Raja Zarith supporta varie organizzazioni di beneficenza e non governative. È patrona della'Associazione spastica dei bambini di Johor, del Rotary Club of Tebrau Heart Fund e dell'Associazione malese dell'insegnamento della lingua inglese. È anche presidente del comitato dei servizi comunitari della Società malesiana della Mezzaluna Rossa.
Raja Zarith Sofiah è attiva anche nelle attività religiose. Il 28 novembre 2012, nel campus di Kuala Lumpur dell'Università della Tecnologia di Malesia, è stata lanciata una fondazione che porta il suo nome, la "Yayasan Raja Zarith Sofiah Negeri Johor". Lo scopo della fondazione è quello di generare fondi per vari programmi educativi. La fondazione è stata istituita dopo che il sultano di Johor e lei hanno accettato con la proposta dell'Università della Tecnologia di Malesia, in linea con la Royal Institution Johor, di sviluppare gli insegnamenti dell'Islam.

## Vita personale
Il 22 settembre 1982, Raja Zarith ha sposato l'allora Tunku Mahkota (principe ereditario) di Johor, Tunku Ibrahim Ismail. Il marito è stato proclamato 25º sultano di Johor dopo la morte del padre nel gennaio del 2010. Il 23 marzo 2015 Raja Zarith  è stata incoronata assieme al marito con il titolo di Permaisuri Raja Zarith Sofiah binti Almarhum Sultan Idris Iskandar Al-Mutawakkil Alallahi Shah Afifullah, equivalente a Regina consorte di Johor. I due hanno sei figli:
- Tunku Ismail Idris Abdul Majid Abu Bakar (nato il 30 giugno 1984), attuale Tunku Mahkota;[17]
- Tunku Aminah Maimunah Iskandariah (nata nel 1987);[18]
- Tunku Idris (nato nel 1988);
- Tunku Abdul Jalil (5 luglio 1990 - 5 dicembre 2015);[19]
- Tunku Abdul Rahman (nato nel 1993);[20]
- Tunku Abu Bakar (nato nel 2001).[19]

## Opere
- On Common Ground: A Collection of Articles (2013) ISBN 9789674150952